# Cheirogaleus major
Grand Chirogale
Espèce
Statut de conservation UICN

 VU  : Vulnérable
Statut CITES
Le Grand Chirogale (Cheirogaleus major) est une espèce de primates lémuriformes appartenant à la famille des Cheirogaleidae .